# Droga wojewódzka nr 723
Droga wojewódzka nr 723 (DW723) – droga wojewódzka w województwie świętokrzyskim (niecały kilometr) i podkarpackim o łącznej długości 12 km, łącząca DK77 w Sandomierzu z DW871 w Tarnobrzegu. Droga przebiega przez powiaty: sandomierski i tarnobrzeski oraz miasto Tarnobrzeg.

## Miejscowości leżące przy trasie DW723
- Sandomierz
- Tarnobrzeg